# Lepidocaryeae
Lepidocaryeae, tribus palmi (Arecaceae), dio potporodice Calamoideae.

## Podtribusi
1. Ancistrophyllinae Becc.
2. Mauritiinae Meisn.
3. Raphiinae H.Wendl. ; jedan rod